# Supa Savage
Supa Savage — другий сольний мікстейп американського репера Lil Reese, виданий 2 вересня 2013 р. Реліз офіційно з'явився на LiveMixtapes і DatPiff. Початкова дата виходу: 20 серпня. Наразі мікстейп має золотий статус на DatPiff (за критеріями сайту), його безкоштовно завантажили понад 102 тис. разів.
Гост: DJ Scream. Дизайн: ThisIsKushBeats. На «Wassup» і «I Need That» зняли відеокліпи, прем'єри котрих відбулась на WorldStarHipHop.

## Відеокліпи
- «Relate» — прем'єра: 12 грудня 2012; режисер: AZae Prduction.

- «Wassup» — прем'єра: 26 липня 2013; режисер здебільшого чорно-білого відео: AZae Production.

- «I Need That» — прем'єра: 23 серпня 2013; режисер: Blind Folks Vision. Камео: син Lil Durk.

- «Team» — прем'єра: 1 листопада 2013; режисер: AZae Prduction.

## Список пісень
| #   | Назва                                                           | Продюсер(и)       | Тривалість |
| --- | --------------------------------------------------------------- | ----------------- | ---------- |
| 1.  | «Supa Savage»                                                   | Yung Lan          | 2:00       |
| 2.  | «Irrelevant» (з участю Johnny May Cash)                         | Young Chop        | 3:25       |
| 3.  | «Team»                                                          | Leek E Leek       | 2:45       |
| 4.  | «Wassup» (з участю Fredo Santana та Lil Durk)                   | Natural Disaster  | 4:45       |
| 5.  | «I Need That»                                                   | Trap Blanco Beatz | 2:48       |
| 6.  | «What It Look Like» (з участю Chief Keef)                       | Mista Midnight    | 3:16       |
| 7.  | «Relate»                                                        | Natural Disaster  | 3:15       |
| 8.  | «We Won't Stop» (з участю Chief Keef)                           | Tarantino         | 2:58       |
| 9.  | «Waddam»                                                        | Marvin Cruz       | 3:06       |
| 10. | «No Lackin, Money Stackin» (з участю Waka Flocka Flame та Wale) | Young Chop        | 4:16       |